# Wilfried Gössler
Wilfried Gössler (* 3. März 1940 in Waren an der Müritz) ist ein deutscher Schauspieler bei Bühne und Fernsehen.

## Leben und Wirken
Gössler begann in den 1950er Jahren als Eleve am Landestheater in Parchim. Anschließend ging er nach Ostberlin und von dort (kurz vor dem Mauerbau) nach Berlin (West), wo er sich bei Else Bongers künstlerisch ausbilden ließ. Im Westen der Stadt sammelte Gössler schließlich weitere Bühnenerfahrungen. Vorübergehend wandte er sich von der Schauspielerei ab und konzentrierte sich auf ein Medizinstudium. Schlagartig bekannt wurde Gössler 1966 mit der Titelrolle des Kaspar Hauser in dem Fernsehdreiteiler Der Fall Kaspar Hauser. Schon 1969, nach vier weiteren Produktionen (darunter einem Oswalt-Kolle-Kino-Aufklärungsfilm), endete Gösslers hoffnungsvoll startende Fernsehkarriere ebenso abrupt wie sie begonnen hatte.

## Filmografie
- 1966: Der Fall Kaspar Hauser
- 1967: Der falsche Prinz
- 1968: Oswalt Kolle: Das Wunder der Liebe
- 1968: So eine Liebe
- 1969: Eine Frau ohne Bedeutung